# 王文忠 (1962年)
王文忠（1962年—），汉族，河北枣强人，中华人民共和国政治人物、第十二届全国人民代表大会河北地区代表。
毕业于河北省枣强县大营中学，加入中国共产党。2013年，被选为全国人大代表。